# Ovanåkers landskommun
Ovanåkers landskommun var en tidigare kommun i Gävleborgs län. Centralort var Edsbyn och kommunkod 1952-1970 var 2121.

## Administrativ historik
Ovanåkers landskommun (från början Ofvanåkers landskommun) inrättades den 1 januari 1863 i Ovanåkers socken i Hälsingland när 1862 års kommunalförordningar trädde i kraft. 
Den 1 januari 1950 (enligt beslut den 18 mars 1949) överfördes till Ovanåkers landskommun och församling från Alfta landskommun och församling vissa områden med 47 invånare och omfattande en areal av 4,03 km², varav allt land.
Vid kommunreformen 1952 bildade den "storkommun" genom sammanläggning med grannkommunen Voxna.
Den 1 januari 1963 överfördes till Ovanåkers landskommun två områden, dels ett obebott område omfattande en areal av 0,04 km² land till Ovanåkers församling och dels ett obebott område omfattande en areal av 0,02 km² land till Voxna församling, båda från Alfta landskommun och församling.
Den 1 januari 1971 infördes enhetlig kommuntyp och Ovanåkers landskommun ombildades därmed, utan någon territoriell förändring, till Ovanåkers kommun. Sex år senare fick Ovanåkers kommun sin nuvarande omfattning då Alfta församling överfördes till kommunen från Bollnäs kommun.

### Kyrklig tillhörighet
I kyrkligt hänseende tillhörde landskommunen Ovanåkers församling. Den 1 januari 1952 tillkom Voxna församling.

## Kommunvapnet
Blasonering: I rött fält en sångsvan av silver med en krona av guld kring halsen.
Detta vapen utformades av Svenska Kommunalheraldiska Institutet och antogs av kommunen den 17 december 1956. Vapnet var ej fastställt av Kungl. Maj:t. Ett liknande vapen förs idag av den nuvarande Ovanåkers kommun. Se artikeln om Ovanåkers kommunvapen för mer information.

Ovanåkers kommun (1987-)

## Geografi

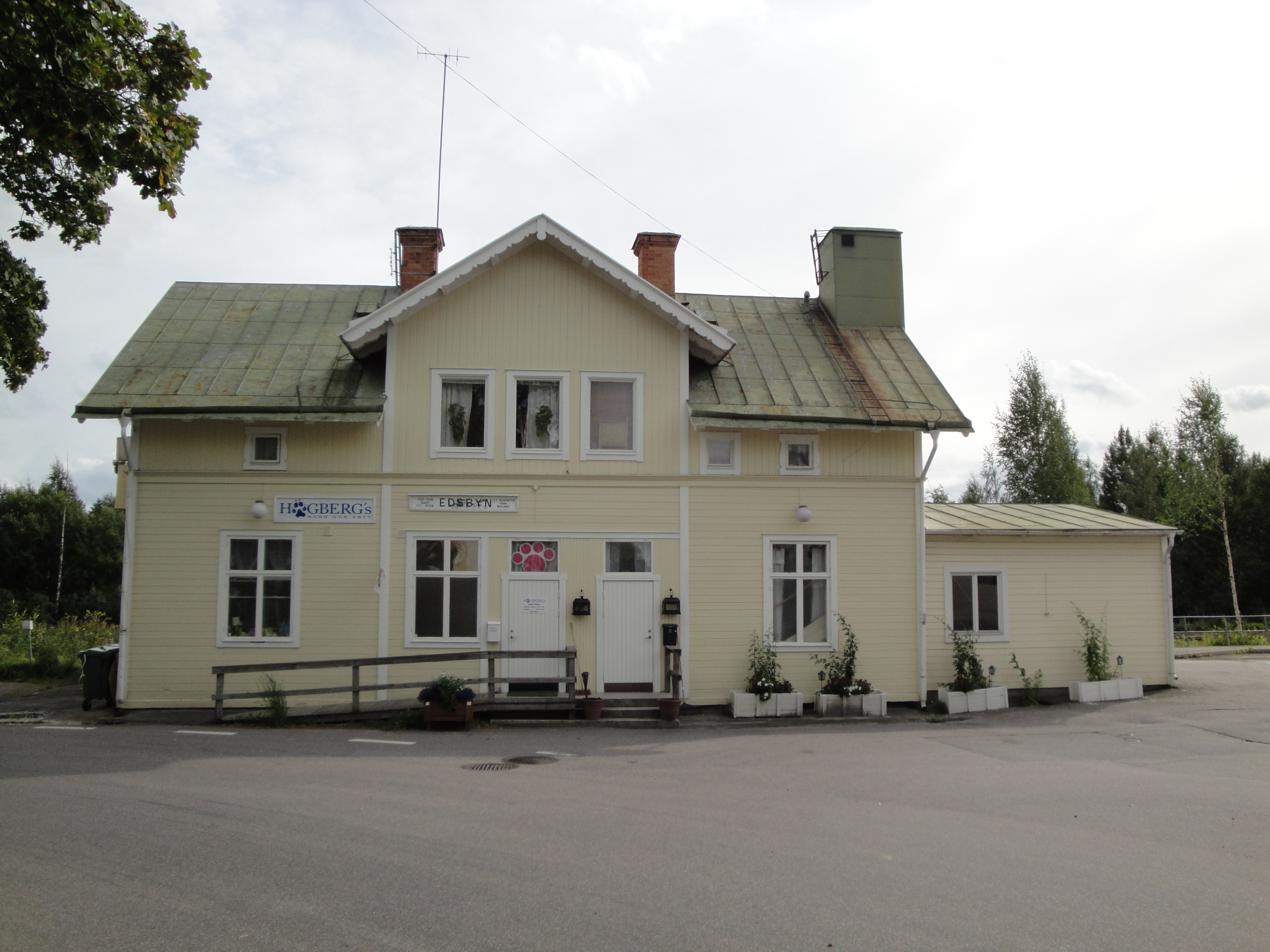
Järnvägsstationen i Edsbyn.

Ovanåkers landskommun omfattade den 1 januari 1952 en areal av 998,63 km², varav 942,63 km² land. Efter nymätningar och arealberäkningar färdiga den 1 januari 1961 omfattade landskommunen samma datum en areal av 1 007,70 km², varav 945,46 km² land.

### Tätorter i kommunen 1960
| Tätort              | Folkmängd |
| ------------------- | --------- |
| Edsbyn              | 3 299     |
| Ovanåker            | 334       |
| Östra Roteberg      | 296       |
| Viksjöfors, del ava | 269       |

Tätortsgraden i kommunen var den 1 november 1960 50,3 procent.

## Politik

### Mandatfördelning i valen 1938-1966
| 15 | 6 | 6 |  |

| 26 |

| 15 | 6 | 5 | 2 |

| 25 |

|  | 14 | 6 | 5 | 2 |

| 24 | 4 |

| 24 | 7 | 7 | 2 |

| 36 |

| 23 | 6 | 8 | 3 |

| 35 |

| 22 | 7 | 7 | 4 |

| 36 |

| 23 | 7 | 7 | 3 |

| 37 |

| 21 | 9 | 7 | 3 |

| 37 |

### Fotnoter
1. 1 2   ( PDF) Folkräkningen den 31 december 1950, I, Areal och folkmängd inom särskilda förvaltningsområden m.m., Tätorter. Stockholm: Statistiska centralbyrån. 1952. sid. 105 & 107. Arkiverad från originalet den 1 oktober 2014. https://www.webcitation.org/6T09ZkyrB?url=http://www.scb.se/Grupp/Hitta_statistik/Historisk_statistik/_Dokument/SOS/Folkrakningen_1950_1.pdf. Läst 18 november 2017 Arkiverad 29 oktober 2013 hämtat från the Wayback Machine.
2. ↑  Per Andersson: Sveriges kommunindelning 1863-1993, Draking, Mjölby 1993, ISBN 91-87784-05-X, s. 89
3. ↑   ( PDF) Folk- och bostadsräkningen den 1 november 1965, I. Folkmängd inom kommuner och församlingar samt kommunblock efter kön, ålder, civilstånd m.m.. Stockholm: Statistiska centralbyrån. 1966. sid. 57 & 223. Arkiverad från originalet den 24 januari 2015. https://www.webcitation.org/6VpIdxjHN?url=http://www.scb.se/Grupp/Hitta_statistik/Historisk_statistik/_Dokument/SOS/Folk_o_bostadsrakningen_1965_1.pdf. Läst 18 november 2017 Arkiverad 24 september 2015 hämtat från the Wayback Machine.
4. ↑  ”Svenska Heraldiska Föreningens vapendatabas”. Arkiverad från originalet den 18 oktober 2012. https://web.archive.org/web/20121018011750/http://databas.heraldik.se/index.php. Läst 23 januari 2011.
5. ↑   ( PDF) Folkräkningen den 1 november 1960, I, Folkmängd inom kommuner och församlingar efter kön, ålder, civilstånd m.m.. Stockholm: Statistiska centralbyrån. 1961. sid. 54 & 203. Arkiverad från originalet den 15 juli 2015. https://www.webcitation.org/6a1zkRbkC?url=http://www.scb.se/Grupp/Hitta_statistik/Historisk_statistik/_Dokument/SOS/Folkrakningen_1960_01.pdf. Läst 16 november 2017 Arkiverad 14 oktober 2013 hämtat från the Wayback Machine.
6. ↑   ( PDF) Folkräkningen den 1 november 1960, II, Folkmängd inom tätorter efter kön, ålder och civilstånd.. Stockholm: Statistiska centralbyrån. 1961. sid. 27. Arkiverad från originalet den 29 juni 2015. https://www.webcitation.org/6ZeEB9Ija?url=http://www.scb.se/Grupp/Hitta_statistik/Historisk_statistik/_Dokument/SOS/Folkrakningen_1960_02.pdf. Läst 16 november 2017 Arkiverad 24 september 2015 hämtat från the Wayback Machine.